# Парсамян, Эльма Суреновна
Эльма Суреновна Парсамян (арм. Էլմա Սուրենի Պարսամյան; род. 23 декабря 1929 года в Ереване) — советский и армянский астрофизик. Доктор физико-математических наук (с 1982), профессор (с 1989), член-корреспондент НАН РА (с 2000).
Сестра Заслуженного художника Армянской ССР Альберта Парсамяна.

## Биография и карьера
Окончила школу с золотой медалью.
В 1954 году окончила физическо-математический факультет Ереванского государственного университета. В том же году в числе нескольких студентов, отобранных академиком Амбарцумяном, начала работать в Бюраканской астрофизической обсерватории. В 1963 году защитила диссертацию на степень кандидата физико-математических наук, в 1982 году — на докторскую степень. В 1986 году стала ведущим научным сотрудником обсерватории, с 2000 года — её главный научный сотрудник.
В сферу исследовательских интересов входят физика кометарных и планетарных туманностей, вспыхивающие звезды, звезды типа τ Тельца, фуоры и субфуоры.
Помимо собственно астрономии и астрофизики, интересуется историей астрономии в древней и средневековой Армении. В 1966 году Парсамян показала на материалах археологических раскопок в Мецаморе наличие в наскальных изображениях XXIX—XXIV веков до н. э. элементов, символизирующих небесные светила, в частности, звезду Сириус. Она была в числе первых, кто предположил у мегалитического памятника Зорац-Карер/Караундж в Армении функцию древней обсерватории.
С 1967 года параллельно с исследованиями занимается преподавательской деятельностью, в частности, читала в 1967-1971 годах курсы астрофотометрии в Ереванском госуниверситете, в 1983-1988 и 1990-1991 - курсы общей астрономии и истории астрономии в университете и Армянском государственном пединституте им. Хачатура Абовяна, в 1992 - лекции по нестабильным объектам в Национальном институте астрофизики, оптики и электронике в Пуэбла-де-Сарагоса (Мексика). В 1983-1987 годах была зав. кафедрой астрономии и теоретической физики Армянского государственного педагогического университета им. Хачатура Абовяна.
Эльма Парсамян является членом Международного астрономического союза (с 1976), Европейского астрономического общества (с 1990). Член редакционной коллегии журнала «Астрофизика».
В 2000 году была избрана членом-корреспондентом НАН РА.
В 2003 году была награждена медалью Анании Ширакаци.

## Дополнительные ссылки и литература
- Elma S. Parsamian (Parsamyan) (англ.). Byurakan Astrophysical Observatory. Дата обращения: 28 марта 2017. Архивировано из оригинала 22 июня 2016 года.
- Ким Смирнов. Три вечера в Бюракане. Встреча с «Армянской мадонной». Новая газета (16 сентября 2013). Дата обращения: 28 марта 2017.
- Гоар Акопян. «Существование Бюраканской обсерватории под угрозой». Аравот (12 января 2015). Дата обращения: 28 марта 2017. Архивировано из оригинала 6 марта 2015 года.
- History of astronomy in Armenia (англ.). Armenian Astronomical Society. Дата обращения: 28 марта 2017. Архивировано 25 марта 2017 года.